# Episodi di Waking the Dead (nona stagione)
La nona e ultima stagione della serie televisiva Waking the Dead è stata trasmessa nel Regno Unito nel 2011.
In Italia è andata in onda in prima visione assoluta su Giallo dal 23 dicembre 2013 al 20 gennaio 2014.
| Nº | Titolo originale   | Titolo italiano       | Prima TV UK    | Prima TV Italia  |
| -- | ------------------ | --------------------- | -------------- | ---------------- |
| 1  | Harbinger, Part 1  | Presagio - parte 1    | 13 marzo 2011  | 23 dicembre 2013 |
| 2  | Harbinger, Part 2  | Presagio - parte 2    | 14 marzo 2011  | 23 dicembre 2013 |
| 3  | Care, Part 1       | L'uomo nero - parte 1 | 20 marzo 2011  | 30 dicembre 2013 |
| 4  | Care, Part 2       | L'uomo nero - parte 2 | 21 marzo 2011  | 30 dicembre 2013 |
| 5  | Solidarity, Part 1 | Solidarietà - parte 1 | 27 marzo 2011  | 6 gennaio 2014   |
| 6  | Solidarity, Part 2 | Solidarietà - parte 2 | 28 marzo 2011  | 6 gennaio 2014   |
| 7  | Conviction, Part 1 | Convinzione - parte 1 | 3 aprile 2011  | 13 gennaio 2014  |
| 8  | Conviction, Part 2 | Convinzione - parte 2 | 4 aprile 2011  | 13 gennaio 2014  |
| 9  | Waterloo, Part 1   | Waterloo - parte 1    | 10 aprile 2011 | 20 gennaio 2014  |
| 10 | Waterloo, Part 2   | Waterloo - parte 2    | 11 aprile 2011 | 20 gennaio 2014  |